# Nozze di sangue (dramma)
Nozze di sangue (Bodas de Sangre) è un dramma teatrale in tre atti e sette quadri scritto da Federico García Lorca nel 1933. È ispirato a un fatto di cronaca avvenuto a Níjar in Andalusia il 23 luglio 1928: Casimiro Pérez Pino e Francisca Cañada Morales stavano per sposarsi quel giorno, ma poche ore prima delle nozze Francisca fugge con Francisco Montes, un cugino con il quale aveva avuto una relazione amorosa in passato. José Pérez Pino, fratello dello sposo, insegue gli amanti fino all'alba del giorno seguente e uccide con quattro colpi di pistola Francisco Montes per vendicare l'onore della famiglia.

## Trama
La Madre, una possidente a cui sono stati uccisi il marito e un figlio in una faida, discute con il figlio superstite del prossimo matrimonio di quest'ultimo con una giovane contadina che frequenta ormai da tre anni. La Madre è un po' perplessa perché ha sentito che la ragazza ha avuto un corteggiatore, ma ammette che ha una buona reputazione. Poco dopo la Vicina ne dà conferma ma, facendole sapere che il vecchio pretendente è sposato da due anni con una cugina della giovane, le rivela che si tratta di Leonardo dei Felix, un membro della famiglia rivale, sebbene ancora bambino all'epoca della faida.
Nonostante ciò Madre e figlio, futuro Sposo, si presentano dal Padre della futura Sposa portando ricchi doni per accordarsi sulle nozze imminenti. La giovane accetta di buon grado il matrimonio, ma Leonardo, nonostante abbia Moglie e un figlio, le gira ancora intorno e questo la turba.
Il giorno delle nozze, alla festa sono presenti i parenti dello Sposo e quelli della Sposa, quindi anche la cugina con Leonardo. La Sposa, manifestando stanchezza si apparta dicendo allo Sposo di aver bisogno di un breve riposo. Ben presto però ci si accorge che la Sposa è scomparsa e la Moglie di Leonardo, già insospettita e gelosa, dice di averla vista fuggire sul cavallo abbracciata con lui. Lo Sposo, montato su un cavallo, va ad inseguirli e dietro di lui anche i suoi parenti.
In un bosco, attraversato da alcuni Boscaioli, dalla Luna e poi da una Mendicante che a un certo punto conduce lo Sposo verso il suo destino, Leonardo e la Sposa rivelano il loro reciproco impossibile amore e si rassegnano alla Morte.
Ma la Sposa tornerà, illibata, a confrontarsi con la Madre e a piangere i due uomini che, accoltellatisi a vicenda, sono morti per lei.

## Rappresentazioni e trasposizioni
La tragedia fu rappresentata per la prima volta l'8 marzo 1933 al teatro Beatriz di Madrid dalla compagnia di Josefina Díaz de Artigaz.
In Italia fu portata in scena per la prima volta a Roma il 4 maggio 1939 al teatro delle Arti per la regia di Anton Giulio Bragaglia.
Una versione per la radio, con Lina Volonghi nella parte della Madre e Giulio Bosetti in quella dello Sposo, fu curata dal regista Mario Ferrero nel 1960. Fra gli altri interpreti: Rina Morelli, Valeria Moriconi e Luigi Vannucchi.
Nel 1974 Antonio Gades realizzò il balletto "Nozze di sangue", eseguito al teatro Olimpico di Roma il 2 aprile di quell'anno, mentre nel 1981 collaborò con il regista Carlos Saura, che girò la versione cinematografica.
Tra gli adattamenti per il cinema, i film Bodas de sangre del 1938, diretto dal regista argentino Edmundo Guibourg, e La novia del 2015, diretto da Paula Ortiz.

## Paragone conPuñal de clavelesdi Carmen de Burgos
Il crimine di Níjar ha ispirato due testi letterari con due diverse prospettive: la prospettiva maschile esposta da Federico García Lorca in Nozze di sangue (1932) e la prospettiva femminista adottata da Carmen de Burgos in Puñal de claveles (1931). Entrambi i testi esprimono le tensioni tra la cultura patriarcale e il desiderio di autorealizzazione. Lorca sviluppa un'opera in cui i protagonisti diventano vittime di rigide strutture sociali. Burgos giustifica l'azione dei protagonisti dando loro la possibilità di un futuro felice.
Nel lavoro di Lorca si percepiscono tre tipi di elementi: determinismo ambientale, determinismo biologico e determinismo sociale. Ognuno ha il suo equivalente nel romanzo di Burgos: forze ambientali, forze biologiche e forze sociali.
Il determinismo ambientale di Lorca nasce dalle energie naturali che governano la regione andalusa e i suoi abitanti. In Nozze di sangue questi sono associati ad elementi che segnano il tragico destino dei personaggi. All'interno della struttura generale dell'opera, simboli come il coltello, la ninna nanna e la personificazione della luna e della morte diventano motivi tematici che sottolineano fin dall'inizio dell'opera l'impossibilità del trionfo dei protagonisti. In Puñal de claveles, l'ambientazione, sebbene sia anche parte integrante della vita dei personaggi, trasmette un'aria di ottimismo e le allusioni alla morte e alla superstizione sono solo un elemento culturale della vita andalusa. Una delle prime parole del romanzo è "fertilità": l'autore anticipa il lieto fine.
In Nozze di sangue, il destino della Sposa è in parte influenzato dal determinismo biologico: il Padre stabilisce che la Sposa è una replica della madre. La Sposa, come sua madre, subirà le conseguenze negative della repressione dei suoi desideri individuali. Anche il Fidanzato e Leonardo soffrono di questa predestinazione: il Fidanzato deve morire, come suo padre e suo fratello, per mano di un Felice, in questo caso Leonardo. In Puñal de claveles, Pura interromperà il circolo vizioso da cui la Sposa non poteva sottrarsi: non c'è una reale somiglianza tra Pura e sua madre.
Il fattore sociale crea nel lavoro di Lorca un ambiente tragico in cui i personaggi non possono raggiungere la loro realizzazione individuale, nonostante gli sforzi per raggiungerla. La società impone dei ruoli ai sessi e il matrimonio ha una funzione utilitaristica. Non c'è posto per l'amore o il desiderio. Il matrimonio tra lo Sposo e la Sposa serve a consolidare i beni. Inoltre, il matrimonio ha una funzione procreativa. In Puñal de claveles è presentata la stessa visione utilitaristica: per la madre di Pura è necessario che sua figlia firmi una buona coppia. Anche la sposa non può uscire di casa. Burgos assicura che le forze naturali e istintive dei protagonisti superino le restrizioni sociali.
Il romanzo di Carmen de Burgos racconta i preparativi per il matrimonio di Pura con Antonio: alcuni elementi della storia sono comuni all'evento: il luogo è mantenuto, il volo è antecedente al matrimonio, l'ora del volo degli innamorati coincide, l'amante era un ospite di nozze; altri elementi sono lontani: l'amante con cui la sposa scappa è amico dello sposo, e non è cugino della sposa, non c'è persecuzione, non ci sono morti o assassini. Un'altra importante differenza è la stagione: l'evento è accaduto durante l'estate, ma Burgos sceglie la primavera.
Ci sono elementi simbolici condivisi in Puñal de claveles e Nozze di sangue. L'immagine del cavallo è portatrice in entrambi i testi "della passione primitiva". In entrambi i contesti ha un valore di pulsione sessuale primaria. I fiori hanno un valore diverso: in Puñal de claveles i semi sono legati alla vita e alla fertilità; in Nozze di sangue contengono già una traccia di morte. L'opposizione tra fiore artificiale e fiore naturale appare nell'opera di Carmen de Burgos definita dai fiori artificiali che Antonio vuole regalarle e da quelli naturali che le regala José. La presenza costante della croce racchiude la "premonizione della tragedia" che avviene solo in uno dei due casi. Nell'opera di Lorca il metallo ha connotazioni simboliche di morte, nell'opera di Burgos il pugnale apre la strada alla libertà e alla vita.